# AS Valentigney
Die Association Sportive de Valentigney ist ein französischer Fußballverein aus Valentigney nahe Montbéliard.
Die Ligaelf trägt ihre Heimspiele im Stade des Longines aus, das in den 1920er und 1930er Jahren als eine der bestausgestatteten Spielstätten Frankreichs galt – mit einer komfortablen Sitztribüne, beheizbaren Umkleidekabinen, Duschräumen und einem Sanitätszimmer – und regelmäßig 4.000 und mehr Zuschauer anzog. Dabei hatte die Gemeinde in dieser Zeit selbst nicht viel mehr als 5.000 Einwohner. In der Saison 2005/06 trat die ASV nur noch in der elfthöchsten Liga des Landes an.

## Geschichte
Gegründet wurde die AS Valentigney 1920. Sie dominierte zwischen den Weltkriegen den Fußball im Département Doubs, wurde binnen 19 Jahren 14-mal Meister der regionalen Ehrendivision (Division d’Honneur), zudem 1927 französischer Amateurmeister (Champion de France Honneur) – ein heute nur mehr inoffizieller Titel – und erreichte im Landespokalwettbewerb 1926 sogar das Endspiel, in dem sich Olympique Marseille dann allerdings mit 4:1 deutlich durchzusetzen vermochte. 1928 drang die AS immerhin bis ins Pokal-Achtelfinale vor. Es folgte 1936 – inzwischen war in Frankreich der professionelle Fußball eingeführt worden – ein weiterer, diesmal bis heute anerkannter Amateurmeistertitel.
Zu dieser Zeit hatte allerdings der 1928 gegründete Nachbarklub FC Sochaux-Montbéliard, ursprünglich eine Firmenmannschaft des Autoherstellers Peugeot, der ASV die Vorrangstellung in der Region abgelaufen. Auch Valentigneys Spieler arbeiteten ganz überwiegend in diesem Unternehmen, und Jules Peugeot war zeitweise Bürgermeister des Ortes und Präsident des Vereins. Zwischen 1942 und 1944 bildeten die beiden Klubs unter dem Druck des Zweiten Weltkriegs und der teilweisen Besetzung des Landes sogar eine Spielgemeinschaft. Danach hat die AS Valentigney lediglich noch einen, zudem höchst bescheidenen Erfolg errungen, als sie 1961 Meister der inzwischen viertklassigen Division d’Honneur werden konnte und für eine Saison in der Amateurliga CFA spielte.

## Ligazugehörigkeit
Profistatus hat der Klub nie besessen, dementsprechend auch noch nie erstklassig (Division 1, seit 2002 in Ligue 1 umbenannt) gespielt.

## Erfolge
- Französischer Amateurmeister: 1936
- Französischer Pokalfinalist: 1926

## Bekannte ehemalige Spieler
Drei Mitglieder der Endspielelf von 1926 wurden in die französische B-Nationalmannschaft berufen, nämlich Torhüter Henri Entz und die beiden Stürmer Étienne Grédy sowie der Schütze des Ehrentreffers im Finale, Edmond Chavey.